# Йерусалимски православен патриарх
 Тази статия е за православния патриарх.  За другите патриарси вижте Йерусалимски патриарх.  
Йерусалимският православен патриарх е предстоятел на православната Йерусалимска патриаршия. Той е един от деветте равнопоставени източноправославни патриарси, между които заема четвърто място. Неговата официална титла е Негово Божествено Блаженство Патриарх на Светия Град Йерусалим и на цяла Палестина, Сирия, Арабия, цяла Задйордания, Кана Галилейска и Светия Сион (на гръцки: Ή Αυτού Θειοτάτη Μακαριότης ὁ Πατριάρχης τῆς Ἁγίας Πόλεως Ἱερουσαλήμ καί πάσης Παλαιστίνης, Συρίας, Ἀραβίας, Πέραν τοῦ Ἰορδάνου, Κανᾶ τῆς Γαλιλαίας καί Ἁγίας Σιών).
От 2005 година йерусалимски патриарх е Теофил III.